# Dörgener Moor
Das Dörgener Moor ist ein Naturschutzgebiet in der niedersächsischen Stadt Haselünne im Landkreis Emsland.
Das Naturschutzgebiet mit dem Kennzeichen NSG WE 029 ist 88 Hektar groß. Es liegt nördlich der B 402 nordöstlich des zu Meppen gehörenden Ortsteils Bokeloh.
Das Schutzgebiet stellt ein Hochmoorgebiet unter Schutz. Im Südosten des Schutzgebietes befinden sich drei flache, teilweise verlandete Heideweiher, die mit ihren Uferbereichen bereits 1938 als Naturschutzgebiet „Vogelfreistätte Dörgener Moor“ unter Schutz gestellt wurden.
Das Naturschutzgebiet wird von ehemaligen Handtorfstichen und Bruchwald geprägt. Am Rand des Schutzgebietes befinden sich teilweise landwirtschaftliche Nutzflächen und Forste, die als Pufferzonen zwischen dem Moor und der anschließenden Geest dienen.
Das Gebiet wird zur Dörgener Beeke, die nach wenigen Kilometern in die Hase mündet, entwässert.
Das Gebiet steht seit dem 15. Juli 2000 unter Naturschutz. In ihm ist das zum 15. Januar 1938 ausgewiesene Naturschutzgebiet „Vogelfreistätte Dörgener Moor“ aufgegangen. Zuständige untere Naturschutzbehörde ist der Landkreis Emsland.